# Caligula kitchingi
Caligula kitchingi là một loài bướm đêm thuộc họ Saturniidae. Nó là loài đặc hữu của Thiểm Tây in Trung Quốc.